# Honoré de Balzac
Honoré de Balzac (pronunciación en francés: /ɔnɔʁe d(ə) balzak/; Tours, 20 de mayo de 1799-París, 18 de agosto de 1850) fue un novelista y dramaturgo francés, representante de la llamada novela realista del siglo XIX. Trabajador infatigable, elaboró una obra monumental, La comedia humana, ciclo coherente de varias decenas de novelas cuyo objetivo era describir de modo casi exhaustivo la sociedad francesa postnapoleónica de su tiempo para, según su famosa frase, hacerle «la competencia al registro civil». Es considerada generalmente como su magnum opus.
Gracias a su aguda observación de los detalles y a su representación sin filtros de la sociedad, Balzac está considerado como uno de los fundadores del realismo en la literatura europea. Es famoso por sus personajes polifacéticos: incluso sus personajes menores son complejos, moralmente ambiguos y plenamente humanos. Los objetos inanimados también están impregnados de carácter: la ciudad de París, telón de fondo de gran parte de sus escritos, adquiere muchas cualidades humanas. Su obra influyó en muchos escritores famosos, como los novelistas Émile Zola, Charles Dickens, Marcel Proust, Gustave Flaubert y Henry James, y los cineastas François Truffaut y Jacques Rivette. Muchas de las obras de Balzac han sido llevadas al cine y siguen inspirando a otros escritores.
Balzac, que ya de niño era un lector entusiasta y un pensador independiente, tuvo problemas para adaptarse al estilo de enseñanza de su colegio. Su carácter voluntarioso le causó problemas durante toda su vida y frustró sus ambiciones de triunfar en el mundo de los negocios. Cuando terminó la escuela, Balzac se hizo a regañadientes aprendiz en un despacho notarial, pero abondonó el estudio del derecho tras cansarse de su inhumanidad y su rutina banal. Antes y durante su carrera de escritor, intentó ser editor, impresor, hombre de negocios, crítico y político; en todos estos esfuerzos fracasó. La comedia humana refleja sus dificultades reales e incluye escenas tomadas de su propia experiencia.
Balzac sufrió problemas de salud durante toda su vida, posiblemente debidos a su intenso ritmo de escritura. La relación con su familia fue a menudo tensa por culpa de sus problemas financieros y personales, y perdió más de un amigo a causa de sus mordaces críticas. En 1850, Balzac se casó con Ewelina Hańska, una aristócrata polaca y su amor de toda la vida; murió en París cinco meses después.

## Biografía

### Familia
Honoré de Balzac nace en Tours, en el seno de una familia burguesa. Su padre, cuyo nombre de nacimiento era Bernard-François Balssa, procedía de una pobre familia de agricultores de Tarn, región del Mediodía francés. De espíritu emprendedor, Bernard-François abandonó su aldea natal y marchó a París, con la determinación de mejorar su estatus social. Gracias a la educación básica que había recibido por parte de un párroco familiar suyo, Bernard-François encontró empleo como funcionario en la secretaría del Conseil du Roi (Consejo del Rey), aunque las afirmaciones de que en 1776 era secretario del Conseil, e incluso avocat du roi, parecen ser invenciones del propio Bernard-Francois. A fin de ayudarse a medrar, por esas fechas cambiaría el apellido familiar, Balssa, por el de Balzac, arguyendo un lejano (y falso) parentesco con la aristocrática familia de los Balzac, que oportunamente estaba extinguida. Para 1789, año de la Revolución, Bernard-François de Balzac (comúnmente añadía, sin permiso oficial, el "de" aristocrático) estaba lo suficientemente bien relacionado y había labrado una fortuna considerable, siendo su principal valedor el general barón François René Jean de Pommereul. Tras el reinado del Terror (1793-1794), consideró conveniente ponerse al servicio del Directorio, y logró, por intermediación de Pommereul, un lucrativo puesto en la intendencia del ejército. En ese desempeño se enriquecería considerablemente, y haría valiosas relaciones entre la burguesía de París. Tras un tiempo de oscuros negocios, abandonó su cargo en la intendencia para trabajar como primer secretario de la casa de banca Daniel Dourmerc de París. Con 50 años de edad, contraería matrimonio con Anne-Charlotte-Laure Sallambier, de 18 años, hija de uno de sus superiores en la banca Dourmerc; el matrimonio fue concertado entre el propio Bernard-François y la familia Sallambier, que, pese a la diferencia de edad, veía en Bernard-François un excelente partido. Celebrado el matrimonio, Bernard-François consideró que, para evitar circunstancias incómodas por ser un subalterno de su suegro en el banco, debía abandonar el negocio. Recurriendo a sus amistades, fue enviado a Tours como Comisario de Subsistencias, encargado de coordinar la adquisición de víveres y pertrechos para la 22.ª división del ejército.
El matrimonio se asentaría en Tours, donde, gracias a la fortuna de Balzac padre y de la propia Anne-Charlotte, gozaron de la consideración general. El general de Pommereul lograría para Balzac el prestigioso (y lucrativo) cargo de administrador del hospicio de Tours. Mientras residían en dicha ciudad, Anne-Charlotte dio a luz, en 1799, a Honoré Balzac, hijo segundogénito del matrimonio, si bien el primogénito, Louis-Daniel, nacido un año antes, había muerto al cabo de un mes. En la misma ciudad nacerían las hermanas de Honoré, Laure y Laurence (1800 y 1802 respectivamente), y el hermano menor Henry-François, en 1807.

### Infancia y juventud
La infancia de Honoré de Balzac fue difícil, caracterizada, principalmente, por el desapego emocional que mostraron sus padres; esto marcaría profundamente a Honoré, quien siempre buscaría relacionarse con mujeres mayores que él, capaces de ofrecerle el amor que su madre le negó en su infancia. Nada más nacer fue confiado a una nodriza, con la que viviría hasta la edad de cuatro años fuera del hogar paterno; solo se le permitía visitar a sus padres, como si se tratara de un extraño, dos domingos de cada mes. Cuando pasó a residir en casa de sus padres, estos le trataron con gran frialdad, manteniendo una gélida distancia hacia su hijo, a quien no se le permitía ninguna diversión infantil. A la edad de ocho años, su madre insistió en enviarlo a un internado en la localidad de Vendôme, donde pasaría los siete siguientes años. Las condiciones del internado eran duras: no había vacaciones escolares, por lo que apenas vio a sus padres en todo ese tiempo; su madre, esperando despertar en él un afán ahorrativo y trabajador, apenas le mandaba dinero, por lo que Balzac era ridiculizado por sus compañeros; el sistema de estudio del internado, basado en la continua memorización de textos, no se adecuaba a Honoré, quien sería uno de los peores estudiantes de su clase; su actitud desganada le valió frecuentes castigos, tanto corporales como en celdas de detención... Sus experiencias en la escuela las plasmaría en la semiautobiográfica novela Louis Lambert (1832).
En 1814 Honoré abandona el internado, al parecer tras haber sufrido una larga enfermedad indeterminada (Balzac hablaría de una «congestión intelectual»). Ese mismo año, su familia se traslada a París, donde el joven Honoré fue educado primeramente en el internado de Georges Lepître, un antiguo amigo de la familia y, cuando su falta de progresos en los estudios comienza a preocupar a la familia, en el internado de un tal monsieur (señor) Gancer, donde Honoré acaba sus estudios en 1816. Simultáneamente, y tras la caída del Imperio napoleónico, Bernard-François pierde sus cargos al servicio del Estado. La familia, esperando ahorrar gastos, se traslada a las afueras de París, a la localidad de Villeparisis. Aunque durante esa época Balzac entraría en contacto con la literatura francesa y anglosajona, este período es de gran infelicidad para Balzac, marcado por la continua presión de su madre para hacer algo de él en la vida, y la amargura con que trata todas sus acciones. Al parecer, Honoré afirmaría haber intentado suicidarse arrojándose desde un puente sobre el Loira en ese período.
En 1816, con la esperanza de hacer de él un abogado, lo mandan a estudiar a la Sorbona, donde Balzac asiste a los cursos de Victor Cousin sobre filosofía. Su interés por el filósofo y místico sueco Emanuel Swedenborg, a quien ya conocía por medio de su madre, parece que se desarrolló plenamente durante este período. Su afición a la lectura y a la literatura le hace dedicarse de manera profesional a estas, pero encuentra muchos impedimentos familiares, sobre todo por parte de su madre. Cuando consigue graduarse, su padre hace que entre en el despacho de un notario amigo de la familia, Victor Passez, trabajo con el cual adquirirá un gran conocimiento de los entresijos legales, y se formará una opinión bastante negativa de los manejos económicos de la alta sociedad. En 1819, Passez, planeando un futuro retiro, le ofrece a Honoré ser socio de su despacho; este, asqueado por la monotonía del trabajo, así como por ver frustradas sus aspiraciones literarias, lo rechaza, y anuncia a su familia la intención de establecerse en París como escritor de éxito.

### Inicios literarios
Pese a la oposición familiar, logra su objetivo y en el verano de 1819 se instala en París, donde vive pobremente en el 9 de la rue Lesdiguières hasta 1821. En ese período compone Cromwell (1820), una obra en verso según el estilo de Schiller, de temática histórica, gran torpeza y de muy baja calidad. Al leerla ante su familia, que se muestra tremendamente confundida con respecto a la calidad de la misma, logra que su cuñado, un ingeniero de caminos, se la presente al profesor de literatura de la École Polytechnique, quien la rechaza amablemente y aconseja a Balzac dedicarse a la prosa.
Desanimado, temiendo que deberá dedicarse pese a todo a la notaría, en 1821 conoce a Auguste Lepoitevin, un aspirante a escritor que, al apreciar la extraordinaria capacidad de trabajo de Honoré, propone a Balzac crear una curiosa asociación literaria, en la que este escribe novelas cortas de folletín que Lepotevin se encarga de vender al editor. Tras publicar en menos de un año y bajo pseudónimo tres novelas en colaboración con Lepoitevin, Balzac se independiza y decide dedicarse de lleno a ese negocio literario, con la esperanza de hacerse lo suficientemente rico en el menor período posible, a fin de poder dedicarse posteriormente a la auténtica literatura. La desbordante capacidad de trabajo de Balzac le lleva a comenzar a recibir y aceptar encargos de todo tipo. En el período que va de 1821 a 1829, Balzac escribirá por encargo de editores sin escrúpulos, bajo varios pseudónimos, a veces incluso permitiendo que otros firmen sus obras, multitud de novelas de ínfima calidad (al menos se conocen nueve de ellas, pero se sospecha de al menos otras tantas; el propio Balzac no quiso dejar constancia de cuáles eran suyas). También escribiría obras de ciencias naturales, historia, artículos periodísticos, panfletos políticos, todo ello por encargo de editores que esperaban una entrega rápida y eficaz. El estilo de Balzac, que a veces resulta desarreglado y poco estable, parece sufrir por estos años en los que, a decir de Stefan Zweig, Balzac vende su alma al mejor postor.

### Balzac y los negocios
Las ganancias de este período parece ser que pudieron ser cuantiosas, asegurándole unos ingresos anuales de más de 4000 francos. Sin embargo, desde 1825 Balzac comienza a mezclarse en los más pintorescos negocios, en los que perderá todos sus ingresos y que lo obligarán a vivir siempre endeudado.
El primero de estos fue la edición en un solo volumen de las obras completas de Molière y de La Fontaine, en 1825. A sugerencia de un editor, Balzac cree ver en este negocio el inicio de su fortuna: en principio, razona, la edición en un solo volumen de las obras de La Fontaine harán que la clase media, que no dispone de ingresos ni de espacio para albergar una de las lujosas ediciones de estas obras completas en veinte volúmenes, corran a comprarlas, máxime si se le añaden ilustraciones de calidad. El negocio, que Balzac financia casi en toda su totalidad al retirarse el resto de socios, y con el que pierde miles de francos, es de muy poco éxito: la letra de la obra resulta demasiado pequeña, las ilustraciones son de mala calidad y el precio del volumen, 20 francos, resulta prohibitivo. En la edición de unos 2000 volúmenes, Balzac ha gastado cerca de 50 000 francos que ha tenido que tomar prestados, y el coste de impresión de cada volumen es de 13 francos. Conforme pasa el tiempo ve que no se venden y comienza a reducir el precio hasta 13 francos, y posteriormente 10, 9, 7 y 5 francos; aun así, apenas logra vender unos 20 libros, por lo que, cuando los acreedores le apremian a pagar sus deudas, Balzac, desesperado, le vende los 2000 volúmenes a un editor de provincias por 5 francos el libro; sin embargo, el editor no le paga en metálico, sino que libra una letra a su favor, y cuando Balzac le exige el pago, lo hace en especie, con una edición de manuales de pésima calidad que no valen nada. Así, el negocio resulta paradójico, pues Balzac no solo no logra vender ni un solo libro, sino que, cuando intenta recuperar parte de la inversión deshaciéndose de ellos, acaba a cambio con otra serie de libros aún menos vendibles.[cita requerida]
Hacia 1827, se involucra en otros negocios relacionados con el mundo editorial, que también fracasan y le llenan de deudas. Primeramente, se hace editor; funda una imprenta en el Marais parisino, gastando una fuerte suma en conseguir la licencia de impresión, el capital para la maquinaria, los obreros, etcétera. La imprenta comienza a funcionar, pero malamente: Balzac no establece ningún criterio editorial, y se dedica a publicar todo tipo de panfletos, propagandas, libros, manuales... Al cabo de unos meses, es evidente que el negocio no marcha bien; entonces, a fin de compensarlo, decide crear, endeudándose de nuevo, un periódico que él mismo edita; la línea editorial del mismo, caótica, y el escaso interés que suscita ayudan a hundir un poco más la situación. Por tanto, para reflotar los dos negocios, que ha conseguido enmarañar y amalgamar de manera abstrusa, decide fundar una fundición de tipos de imprenta; sin embargo, su ignorancia absoluta sobre este campo y los retrasos que sufre en el inicio de las actividades hacen fracasar estos negocios. Finalmente, resulta que su desastrosa gestión ha logrado entremezclar las tres sociedades de manera tan caótica que el abogado de su familia, temiendo el mal nombre que pudiera acarrearle la bancarrota de Balzac, le impone como administrador la liquidación o el traspaso de las empresas; tarda cerca de dos años en desenmarañar la situación. Curiosamente, una vez saneadas, la imprenta y la fundición de tipos resultarán negocios muy prósperos.[cita requerida]
A pesar de la ayuda de Madame de Berny, quince años mayor que él, con la que tuvo relaciones y que le abrió las puertas del mundo parisino, pasó por graves dificultades financieras. En abril de 1828 debía a su propia madre unas 50 000 libras, y parece ser que había comenzado la costumbre de contraer deudas para pagar otras.

### Éxito literario

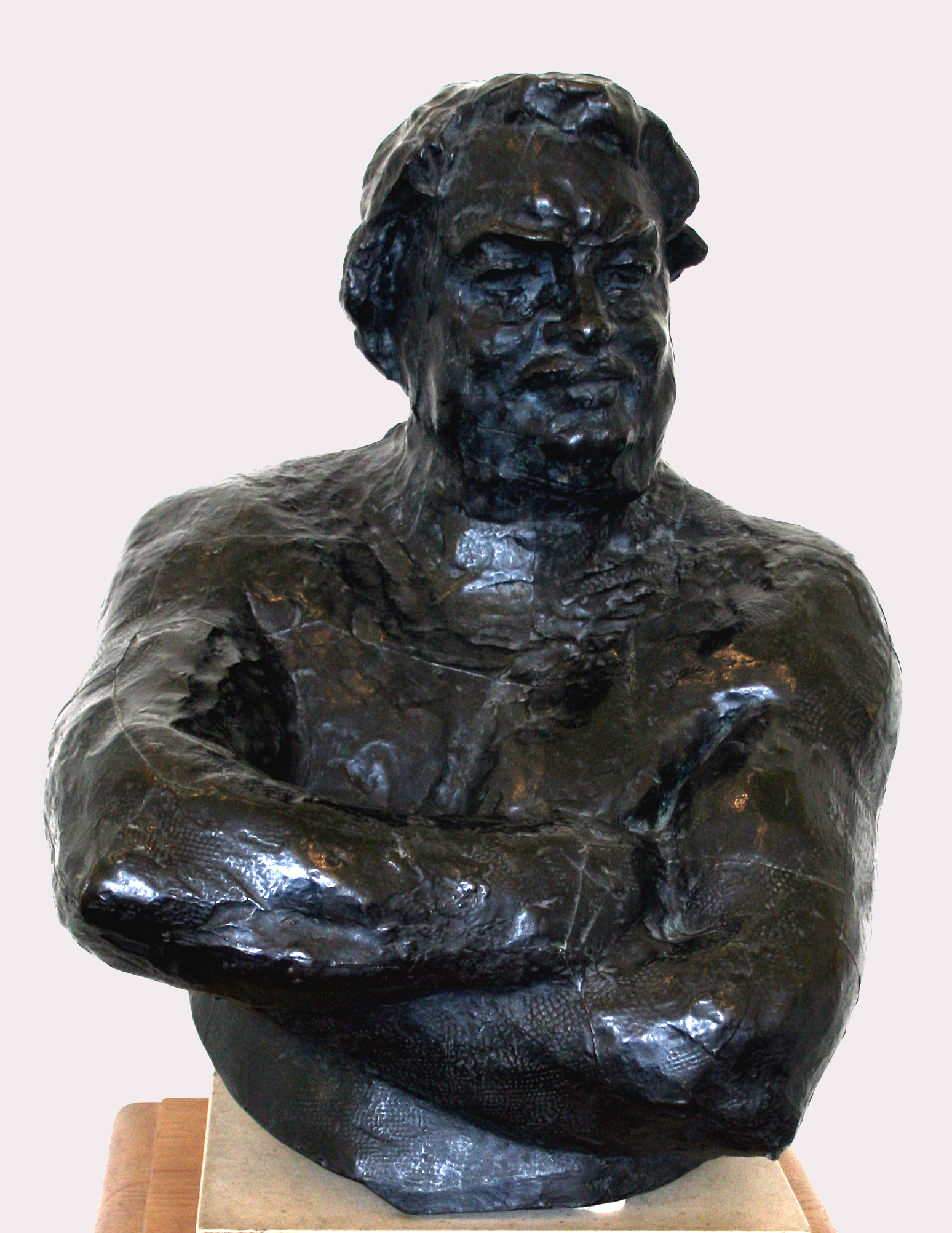
Busto de Balzac, por Rodin.

En 1829, a la edad de 30 años, y acosado por los acreedores, encuentra por casualidad un episodio de la Guerra de los Chuanes con el que se siente especialmente inspirado. Influido por la obra de Walter Scott, decide novelar el episodio, para lo cual recurre a una de las personas que lo vivió, el anciano general de Pommereul, viejo amigo de su padre a quien, esperando huir de sus acreedores de París, visita en Fougéres. En esa localidad completa la novela, cuya calidad, muy por encima de los folletines que había producido hasta entonces, le anima a firmarla con su nombre. La novela, que aparece inicialmente con el título de El último chuan (posteriormente la revisaría y volvería a publicar como Los Chuanes), se vende mal, pero le permite llamar la atención. En unos pocos años se convierte en el personaje de moda y en el autor más prolífico de París. Su asombroso rendimiento se debía a su hábito de escribir alrededor de 15 horas diarias, en la tranquilidad de la noche y bebiendo litros de café negro. Lo hacía en completo aislamiento, por lo que la crítica se ha cuestionado tradicionalmente de dónde podía obtener el autor el aluvión de datos de todo tipo (sociedad, economía, sucesos, habladurías) que saturan sus novelas.
Sus primeros verdaderos éxitos ante el público datan de 1831, cuando aparece La Peau de chagrin (La piel de zapa), que aparece en la Revue de Paris. Esta novela, de carácter semifantástico, recibiría el elogio de la crítica (entre ellos, del anciano Goethe) y del público, y sellaría así el prestigio literario de Balzac. Entre otras curiosidades, es la primera novela en la que se le ocurre hacer reaparecer a sus personajes de una novela anterior.[cita requerida]
En 1832, concibe por primera vez la idea de crear una serie de novelas interrelacionadas que retraten a la sociedad de su tiempo. Estas novelas, que integrarán las Scènes de la vie privée, serán el germen de la gran obra de Balzac, la Comédie Humaine (La Comedia Humana). Dentro de las escenas se incluyen sus grandes éxitos de la década de los años treinta, como Eugénie Grandet (1833), que será el primer gran éxito de ventas, y Le Père Goriot (1835), una de sus novelas más famosas. Durante esta década Balzac, pese a conocer un éxito sin precedentes, se ve acosado por problemas económicos originados por los ruinosos negocios en los que invierte: compra unas antiguas minas romanas en Cerdeña, creyendo que en ellas se había encontrado una nueva veta de oro, e incluso llega a visitarlas, volviendo a París presa de un gran entusiasmo que pronto se trunca al ver que ha sido engañado.
A la par, conoce al gran amor de su vida, Ewelina Hańska, condesa de origen polaco, en 1832. Fue la propia condesa quien, tras haber leído La piel de zapa, se pone en contacto con Honoré. Primero le enviará una serie de cartas anónimas y sin remitente, firmadas como L'Etrangére (La Extranjera), y para permitir a Balzac contestarle, le sugiere que ponga una serie de crípticos anuncios en la Gazette de France y l'Observateur. Pronto inician una correspondencia que durará quince años, y en la que Balzac, que imagina que su misteriosa corresponsal es cuanto menos una princesa rusa de vastísima fortuna, pone todo su entusiasmo en construir una relación amorosa con la condesa Hanska. Se ha señalado que para la condesa, una mujer casada muy celosa de su estatus social, la relación con Balzac era más que nada un entretenimiento con el que pasar el tiempo en la soledad de su hacienda en Ucrania, por lo que en general se mostrará fría y manipuladora con Balzac. Aun así, mantendrán relaciones esporádicas, que le llevarán a visitar a la condesa en Suiza cuando en 1833 se encuentra de vacaciones con su marido (con el que trabará relación y quien creerá que Balzac es una nueva amistad de su familia), así como, al año siguiente, a Viena, donde Balzac puede valorar su auténtica fama internacional cuando toda la alta sociedad vienesa lo recibe con los brazos abiertos. Tras la muerte del barón Hanska en 1842, Balzac imagina que la condesa Hanska estará dispuesta a sellar su amor con el matrimonio, y comienza a insistirle acuciantemente en ese sentido. Sin embargo, la condesa, que teme por su herencia y su estatus, y que en realidad no ama a Balzac, se muestra reticente; a lo largo de los siguientes ocho años, tratará de evitar cualquier compromiso con el escritor, arguyendo todo tipo de excusas: carecer del permiso del zar, problemas con el testamento de su marido, necesidad de buscar a su única hija un buen marido antes de contraer matrimonio con Balzac,... Finalmente, para forzar la situación, Balzac viaja a San Petersburgo, en Rusia, en 1848, donde parece sacarle un compromiso. En 1849 viaja a Wierchownia, la hacienda ucraniana de la condesa, donde parece conseguir un compromiso matrimonial definitivo. Tras volver a París, regresa de nuevo a Ucrania a comienzos de 1850, donde, debido al rigor del invierno y su quebrantada salud, enferma. La condesa, viendo que en todo caso Balzac no sobrevivirá gran tiempo, accede al fin a casarse con él, y contraen matrimonio el 14 de mayo de 1850, pocos meses antes de la muerte del escritor (18 de agosto).

### LaComedia Humanay fallecimiento
En 1842 Balzac, viendo cómo avanzan sus Scènes de la vie privée, decide ampliarlas, y publica su famosa avant-propos, el plan editorial en el que delinea las características y contenidos de su opus magnum, la Comedia humana (por contraposición con la Divina Comedia, de Dante). En ella pretende agrupar el conjunto de su obra, para ofrecer un estudio de la sociedad francesa entre la caída del Imperio y la Monarquía de Julio (1815-1830). De este magno proyecto, 50 de las 137 novelas que debían componerlo quedaron incompletas.
En 1843, y ya dentro de la Comedia humana, publica Las ilusiones perdidas, bildungsroman que narra las desventuras de Lucien de Rubempré, un joven poeta que trata de medrar en el París de la época. La novela halla su continuación en Esplendor y miserias de las cortesanas, en la que Lucien trata de recuperar el estatus perdido con la ayuda de uno de los personajes más recurrentes de Balzac, el pícaro Vautrin. El primo Pons (1847) y La prima Bette (1848) narran el contraste social entre ambos personajes y sus más acaudalados parientes, criticando la hipocresía social con la que son tratados. Para componerlos, Balzac se basó en sus experiencias con notarios de Passez. Para 1847, la salud de Balzac se había resentido notablemente, y la finalización de estas novelas fue para él todo un logro.
En 1850, tras una serie de problemas económicos, problemas de salud y la prohibición expresa del zar ruso, Balzac contrae matrimonio en Wierzchownia (Ucrania) con la condesa Hanska, con la cual se traslada a vivir a una espléndida residencia a las afueras de París. El viaje de regreso empeora la delicada salud de Balzac, que padecerá graves problemas de salud hasta su muerte cinco meses después. El día de su muerte había sido visitado por su amigo y gran admirador Victor Hugo, quien se encargará de ofrecer el famoso panegírico sobre Honoré. Balzac fue enterrado en el Cementerio de Père-Lachaise de París, y su figura se conmemora mediante una monumental estatua encargada al escultor Auguste Rodin, la cual se sitúa en la intersección de los bulevares de Raspail y Montparnasse.[cita requerida]
Ante su tumba, Víctor Hugo pronunció las siguientes palabras en su honor:

A partir de ahora los ojos de los hombres se volverán a mirar los rostros, no de aquellos que han gobernado, sino de aquellos que han pensado.

Al entierro acudieron asimismo Frédéric Lemaître, Gustave Courbet y Alejandro Dumas padre e hijo, entre otros muchos.[cita requerida]

## Estilo de escritura

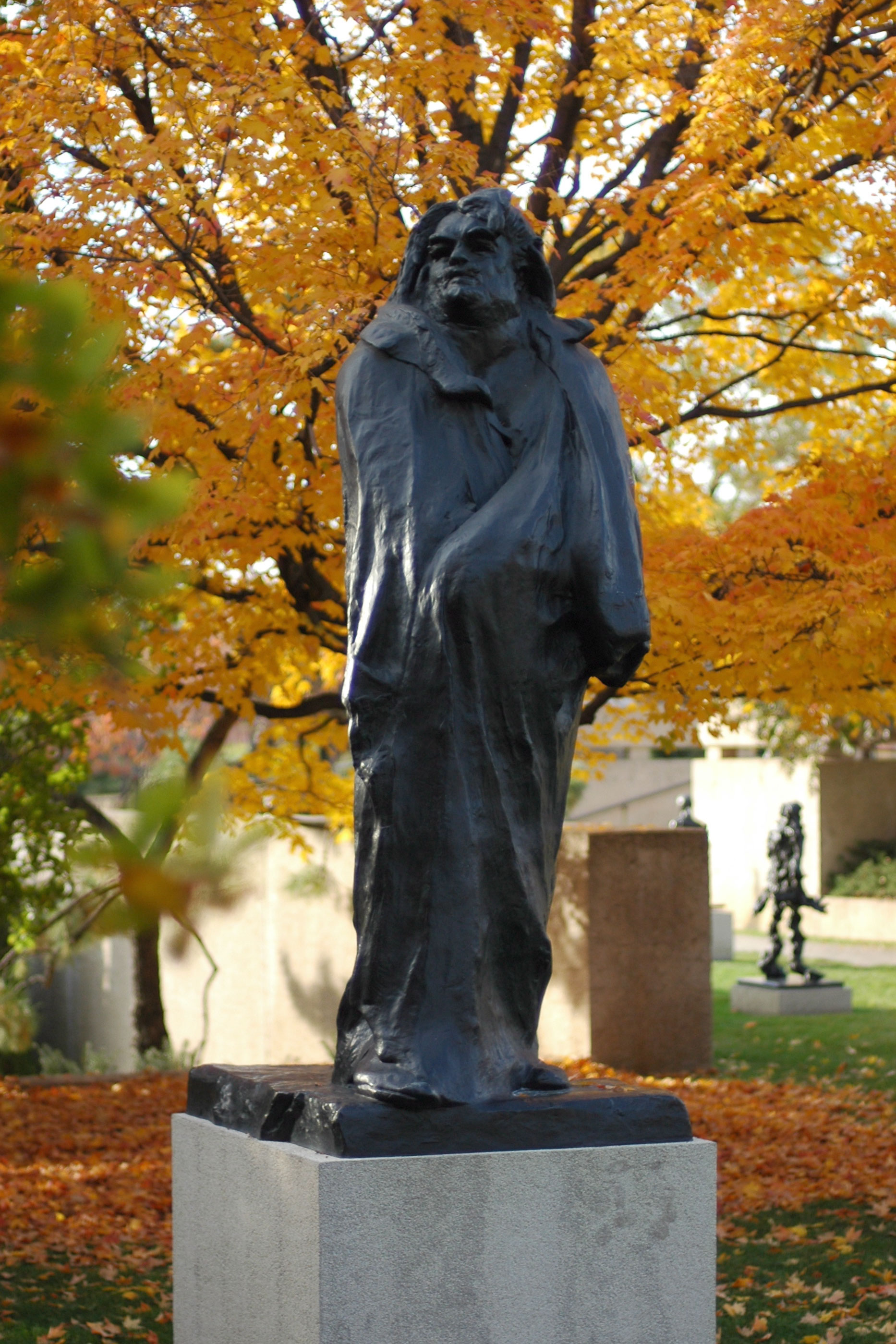
Monumento a Balzac de Auguste Rodin en la plaza Pablo Picasso, París

La comedia humana quedó inconclusa al momento de su muerte: Balzac tenía planes de incluir otros numerosos libros, la mayoría de los cuales nunca llegó a empezar. A menudo, saltaba entre obras en curso. Editaba sus «artículos terminados» con frecuencia entre ediciones. Tal estilo fragmentario refleja la propia vida del autor, un posible intento de estabilizarla a través de la ficción. «El hombre que desaparece», escribió Sir Victor Pritchett, «al que hay que perseguir desde la rue Cassini hasta ... Versalles, Ville d'Avray, Italia y Viena, solo puede construir una morada estable en su obra».

### Realismo
El uso extensivo de Balzac del detalle, especialmente el de los objetos, para ilustrar la vida de sus personajes le convirtió en uno de los pioneros tempranos del realismo literario. Aunque admiraba y se inspiraba en el estilo romántico del novelista escocés Walter Scott, Balzac trataba de describir la existencia humana mediante el uso de particulares. En el prefacio de la primera edición de Scènes de la vie privée, escribió: «el autor cree firmemente que los detalles son los únicos que determinan el mérito de las obras». Las abundantes descripciones de la decoración, la ropa y las posesiones ayudan a dar vida a los personajes. Por ejemplo, el amigo de Balzac, Henri de Latouche, sabía muy bien cómo colgar el papel pintado. Balzac trasladó esto a sus descripciones de la Pensión Vauquer en Le Père Goriot, haciendo que el papel pintado hablara de las identidades de quienes vivían dentro.
Algunos críticos consideran que la escritura de Balzac es un ejemplo de naturalismo—una forma más pesimista y analítica de realismo, que trata de explicar el comportamiento humano como intrínsecamente ligado al entorno. El novelista francés Émile Zola declaró a Balzac el padre de la novela naturalista. Zola indicó que mientras los románticos veían el mundo a través de una lente de color, el naturalista lo hace a través de un cristal claro—precisamente el tipo de efecto que Balzac intentaba conseguir en sus obras.

## Obras

### Novelas (selección)
- La piel de zapa, 1831
- El coronel Chabert, 1832
- Louis Lambert, 1832
- El médico rural, 1833
- Eugenia Grandet, 1834
- La búsqueda del absoluto, 1834
- Papá Goriot, 1835
- La muchacha de los ojos de oro, 1835
- La duquesa de Langeais, 1836
- El lirio en el valle, 1836
- César Birotteau, 1837
- Las ilusiones perdidas (I, 1837; II, 1839; III, 1843)
- Esplendores y miserias de las cortesanas (I, 1838; II, 1843; III, 1846; IV, 1847)
- Un asunto tenebroso, 1841
- Ursule Mirouët, 1842
- La prima Bette, 1846
- El primo Pons, 1847
- El reverso de la historia contemporánea, 1848

### Cuentos (selección)
- La bolsa
- La paz del hogar
- El mensaje
- La señora Firmiani
- La Grenadière
- La mujer abandonada
- La misa del ateo
- El ilustre Gaudissart
- Facino Cane
- Sarrasine
- Pierre Grassou
- Un hombre de negocios
- Un príncipe de la bohemia
- Gaudissart II
- Un episodio bajo el Terror
- Z. Marcas
- Una pasión en el desierto
- Jesucristo en Flandes
- Melmoth reconciliado
- La obra maestra desconocida
- Adiós
- El recluta
- El verdugo
- Un drama a la orilla del mar
- La Posada Roja
- El elixir de larga vida
- Los proscritos

### Ensayos (selección)
- Pequeñas miserias de la vida conyugal (1830-1846)
- Tratado sobre la vida elegante (1830)

## Distinciones honoríficas
- 1845: Caballero de la Orden de la Legión de Honor.[38] (Reino de Francia)
- 1814: Condecorado con la Decoración del Lis.[39] (Reino de Francia)